# Gentilés de France I
Pour un article plus général, voir Gentilés de France.
Gentilés des communes françaises par ordre alphabétique
- A
- B
- C
- D
- E
- F
- G
- H
- I
- J
- K
- L
- M
- N
- O
- P
- Q
- R
- S
- T
- U
- V
- W
- X
- Y
- Z

- Île-de-Batz : Batziens
- Île de Noirmoutier : Noirmoutrins
- Île des Pins : Kunié
- L'Île-d'Yeu : Ogiens ou Islais
- Illkirch-Graffenstaden : Illkirchois
- Indre (Loire-Atlantique) : Indrais
- Issoudun : Issoldunois
- Istres: Istréens
- Issy-les-Moulineaux : Isséens
- Ivry (voir homonymies)

## Pour approfondir